# Emre Aydin
Emre Aydin (Espartɑ, 2 de fevereiro de 1981), é um cantor, compositor e músico turco. 
Formou-se no colegial na escola Antalya Anadolu Lisesi e graduou-se em Economia na Universidade Dokuz Eylül, em Esmirna. Ele ganhou o festival de música Sing Your Song (Cante Sua Canção) com sua banda 6.Cadde, com a qual iniciou uma carreira de sucesso na Turquia. Em 2002, sua música "Dönersen ("Se Você Voltar) foi selecionada pela Universal Music para uma coletânea.
Em 2003, seu primeiro álbum com o 6.Cadde foi publicado e no mesmo ano Emre deixou a banda, se direcionando para uma carreira solo.
Seu primeiro álbum,  Afili Yalnızlık, foi lançado em 2006, pela Sony BMG e GRGDN. A música que dá nome ao álbum chegou  topo das paradas turcas.
Em 2008, Aydin venceu o MTV Europe Music Award de Artista Europeu Favorito, derrotando nomes como Leona Lewis ou Dima Bilan.